# Círculo de Brodgar

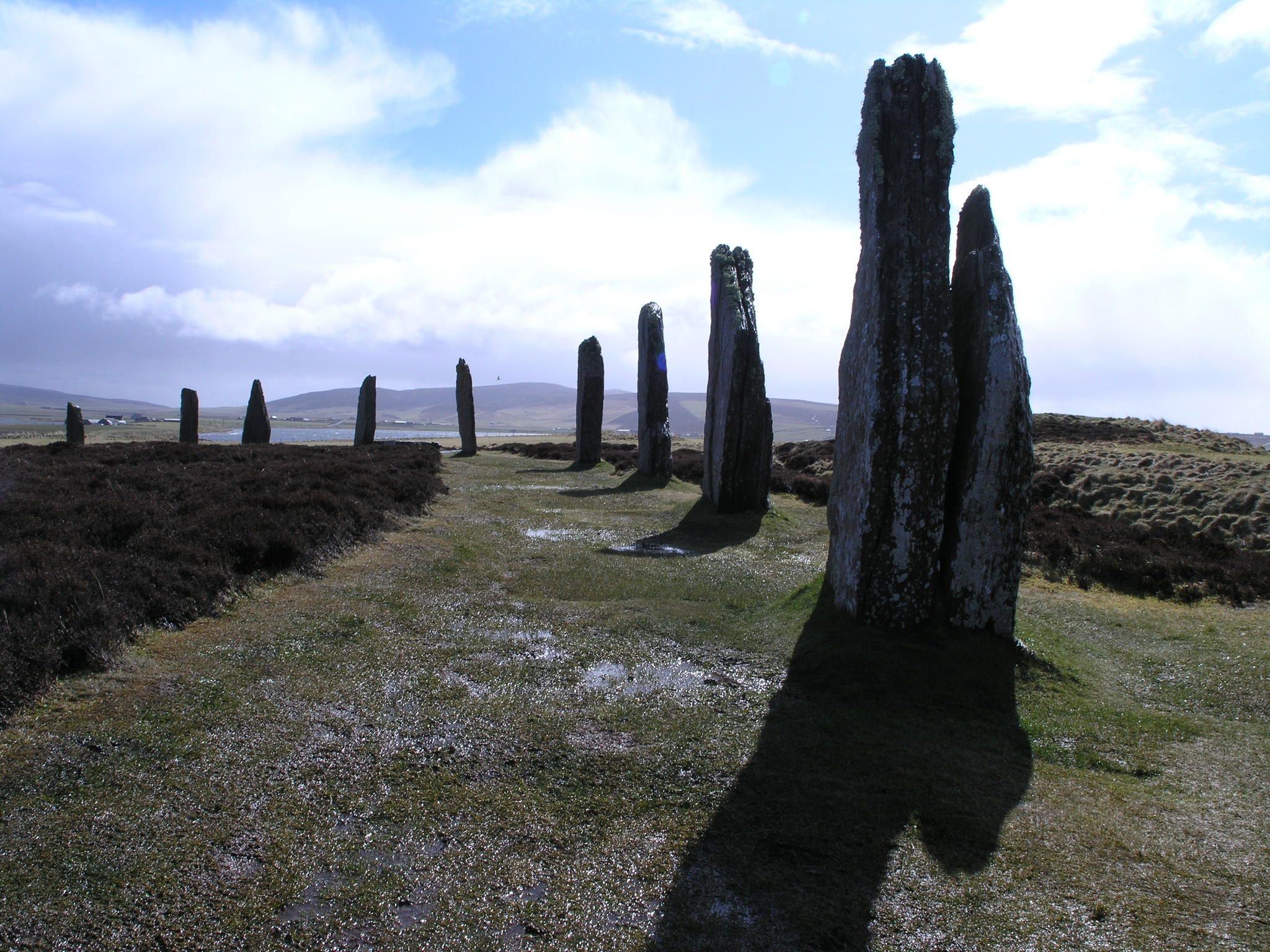
Círculo de Brodgar

O Círculo de Brodgar (do inglês Ring of Brodgar, Brogar ou Ring o' Brodgar) é uma misteriosa formação circular de pedras, localizado nas ilhas Orkney, no norte da Escócia. Junto com Maeshow, Stenness e Skara Brae, integra a lista dos mais importantes sítios arqueológicos do período Neolítico da Grã Bretanha.
Sua idade é incerta, pois o centro do círculo de pedras não foi escavado. Assume-se, em geral que ele tenha sido construído entre 2500 a.C. e 2000 a.C.. Ele foi construído na forma de um círculo com 104 metros de diâmetro. Originalmente pensava-se que ele contivesse 60 monólitos, porém as evidências arqueológicas não sustentam a versão. Hoje ele contém apenas 27. Elas medem até quase cinco metros, numa altura mínima de 2 metros.
O Círculo de Brodgar é o terceiro maior círculo de pedras das Ilhas Britânicas. Cobrindo uma área de 8435 metros quadrados, só é menor do que os círculos de Avebury e o grande círculo de Staton Drew, na Inglaterra. O círculo está praticamente no centro de uma caldeira natural formada por montes da paisagem natural circundante. Quando o círculo foi erigido toda a região era formada por terra pantanosa e encharcada.
Ele faz parte de um grande complexo religioso do período neolítico, provavelmente também com propósito de observação do céu. Os primeiro relatos sobre ele vêm do século XVI, escrito por um autor misterioso, muito provavelmente um padre que fez as primeiras observações sobre a forma da construção e especulou alguns usos para o círculo.